# Българи в Кипър
Българите в Кипър са етническа група, която не присъства при преброяването на населението в страната. Според различни оценки гражданите на България в страната са между 50 000 – 70 000 души, предимно емигранти.
Посолството на България в Кипър се намира на адрес: гр. Никозия, кв. Енгоми – 2406, ул. „Константину Палеологу“ № 13. То е открито през 1971 година.

## История
Сведения за българи в Кипър има още през Средновековието. По време на османската инвазия на Балканите много българи са продадени на робските пазари в Кипър. В условията на Османската империя българи търговци и занаятчии достигат до Кипър, но многобройна и обособена българска общност не се формира. Днешната българска общност в Кипър започва да се формира след получаването на независимостта през 1960 година, съставена от икономически емигранти и сключили бракове.

## Организации
В сайта на ДАБЧ на България се посочва, че в Кипър има 13 действащи организации на българите – 4 дружества, 2 печатни медии и 7 учебни заведения.
|                                                          | Вид              | Адрес                                        | Седалище или местонахождение | Година на основаване | Година на закриване | Уебсайт или блог     |
| -------------------------------------------------------- | ---------------- | -------------------------------------------- | ---------------------------- | -------------------- | ------------------- | -------------------- |
| Съюз на българите в Кипър                                | дружество        |                                              | Лимасол                      | 1989                 |                     | bguc.org             |
| Български културен център „Кирил и Методий“              | дружество        |                                              | Никозия                      | 2008                 |                     | bgculturalcenter.org |
| Кипърско-българско дружество „Филия-Приятелство“         | дружество        | „Konstantinou Kalogera“ 87                   | Ларнака                      | 2004                 |                     |                      |
| Сдружение „Българи зад граница“                          | дружество        | Kiriakou & Sotiri Papalazarou 7 Nerchou Cort | Лимасол                      |                      |                     |                      |
| Вестник „Български новини“ (кипърска редакция)           | печатна медия    |                                              |                              | 2012                 |                     | newsbg.eu            |
| Вестник „Българският вестник“                            | печатна медия    | ул „Константину Калогера“ №87                | Ларнака                      | 2006                 |                     |                      |
| Българско неделно училище „Азбукарче“                    | учебно заведение | Aghiou Nicolau Street 1                      | Полис                        | 2009                 |                     |                      |
| Българско неделно училище „Д-р Петър Берон“              | учебно заведение | ул. „Константину Калогера“ 19 п.к.5          | Ларнака                      | 2008                 |                     |                      |
| Българско неделно училище „Никола Вапцаров“              | учебно заведение | Filiou Zannetou 29, Agios Andreas            | Никозия                      | 2013                 |                     | bgschoolnicosia.com  |
| Българско съботно-неделно училище „Св. Климент Охридски“ | учебно заведение | Idaliou 17                                   | Лимасол                      | 2007                 |                     |                      |
| Българско училище „Народни будители“                     | учебно заведение | Str.Protara 81                               | Паралимни                    | 2009                 |                     |                      |
| Българско училище „Св. св. Кирил и Методий“              | учебно заведение | ул. „Тисеос“ № 61                            | Никозия                      | 2006                 |                     |                      |
| Българско училище                                        | учебно заведение | Persefonis 2                                 | Пафос                        | 2007                 |                     |                      |